# Schmalspurbahn Diedenhofen–Mondorf
| Streckenlänge: | 25,9 km             |                                        |                                        |
| Spurweite: | 1000 mm (Meterspur) |                                        |                                        |
| Maximale Neigung: | 33,3 ‰              |                                        |                                        |
| |                     |                                        |                                        |
| \| \| 0,0 \| Diedenhofen-Beauregard \| Diedenhofen-Beauregard \| \| \| 1,3 \| Florage \| Florage \| \| \| 2,8 \| Diedenhofen Kirche Saint-François \| Diedenhofen Kirche Saint-François \| \| \| 3,6 \| Scheuern (Lagrange) \| Scheuern (Lagrange) \| \| \| 5,8 \| Marienhof (Château Sainte-Marie) \| Marienhof (Château Sainte-Marie) \| \| \| 7,1 \| Garsch (Garche) \| Garsch (Garche) \| \| \| 8,1 \| Kettingen (Koeking) \| Kettingen (Koeking) \| \| \| 10,4 \| Kattenhofen (Cattenom) \| Kattenhofen (Cattenom) \| \| \| 12,2 \| Sentzich \| Sentzich \| \| \| 15,2 \| Fixheim (Fixem) \| Fixheim (Fixem) \| \| \| 17,5 \| Faulbach \| Faulbach \| \| \| 19,5 \| Rodemachern (Rodemack) \| Rodemachern (Rodemack) \| \| \| 22,8 \| Püttlingen (Puttelange-lès-Thionville) \| Püttlingen (Puttelange-lès-Thionville) \| \| \| 25,6 \| Frankreich / Luxemburg \| Frankreich / Luxemburg \| \| \| \| von Remich \| \| \| \| 25,9 \| Mondorf \| Mondorf \| \| \| \| nach Luxemburg \| \| |                     |                                        |                                        |
| Kopfbahnhof Streckenanfang (Strecke außer Betrieb) | 0,0                 | Diedenhofen-Beauregard                 | Diedenhofen-Beauregard                 |
| Haltepunkt / Haltestelle (Strecke außer Betrieb) | 1,3                 | Florage                                | Florage                                |
| Bahnhof (Strecke außer Betrieb) | 2,8                 | Diedenhofen Kirche Saint-François      | Diedenhofen Kirche Saint-François      |
| Bahnhof (Strecke außer Betrieb) | 3,6                 | Scheuern (Lagrange)                    | Scheuern (Lagrange)                    |
| Haltepunkt / Haltestelle (Strecke außer Betrieb) | 5,8                 | Marienhof (Château Sainte-Marie)       | Marienhof (Château Sainte-Marie)       |
| Bahnhof (Strecke außer Betrieb) | 7,1                 | Garsch (Garche)                        | Garsch (Garche)                        |
| Haltepunkt / Haltestelle (Strecke außer Betrieb) | 8,1                 | Kettingen (Koeking)                    | Kettingen (Koeking)                    |
| Bahnhof (Strecke außer Betrieb) | 10,4                | Kattenhofen (Cattenom)                 | Kattenhofen (Cattenom)                 |
| Bahnhof (Strecke außer Betrieb) | 12,2                | Sentzich                               | Sentzich                               |
| Bahnhof (Strecke außer Betrieb) | 15,2                | Fixheim (Fixem)                        | Fixheim (Fixem)                        |
| Haltepunkt / Haltestelle (Strecke außer Betrieb) | 17,5                | Faulbach                               | Faulbach                               |
| Bahnhof (Strecke außer Betrieb) | 19,5                | Rodemachern (Rodemack)                 | Rodemachern (Rodemack)                 |
| Bahnhof (Strecke außer Betrieb) | 22,8                | Püttlingen (Puttelange-lès-Thionville) | Püttlingen (Puttelange-lès-Thionville) |
| Grenze (Strecke außer Betrieb) | 25,6                | Frankreich / Luxemburg                 | Frankreich / Luxemburg                 |
| Abzweig geradeaus und von rechts (Strecke außer Betrieb) |                     | von Remich                             | von Remich                             |
| Bahnhof (Strecke außer Betrieb) | 25,9                | Mondorf                                | Mondorf                                |
| |                     | nach Luxemburg                         |                                        |

Die Schmalspurbahn Diedenhofen–Mondorf verband das Zentrum des lothringischen Industriegebiets Diedenhofen mit dem luxemburgischen Kurort Bad Mondorf.

## Geschichte
Der Bau dieser schmalspurigen Nebenbahn wurde erstmals am Ende des 19. Jahrhunderts diskutiert. In Anlehnung an einen 1901 ausgearbeiteten Plan erhielt ein Berliner Unternehmen, das auf Bau und Betrieb von Nebenbahnen spezialisiert war, am 28. Februar 1902 die Konzession für eine Meterspurbahn: die Eisenbahn-Bau- und Betriebsgesellschaft Vering & Waechter GmbH & Co. KG.
Bereits am 3. April 1903 wurde die neue Eisenbahn, die nach und nach fünf Dampflokomotiven besaß, eröffnet. Die 26 Kilometer lange Strecke begann anfangs in der Diedenhofener Vorstadt Beauregard. Sie umfuhr den Befestigungsring der Stadt auf einer Trasse, die ursprünglich seit dem 11. August 1859 von der Bahnstrecke Diedenhofen–Luxemburg der Französischen Ostbahn benutzt wurde. Sie wurde jedoch nach der Eröffnung des neuen Hauptbahnhofs Diedenhofen von der nun maßgebenden Reichseisenbahn Elsaß-Lothringen aufgegeben.
Der Ausgangspunkt der Personenzüge befand sich ab 10. Oktober 1904 am Luxemburger Tor, seit dem 22. Dezember 1906 am Hauptbahnhof Diedenhofen; während in Beauregard weiterhin der Güterumschlag stattfand. Ebenfalls 1906 kam eine kurze Zweigbahn nach der Vorstadt Niederjeutz (Basse Yutz) hinzu.
Im Jahr 1907 übernahm die Deutsche Eisenbahn-Betriebsgesellschaft (DEBG) von ihrer „Mutter“, der Firma Vering & Waechter, die Konzession der Bahn. Als diese am 8. Mai 1912 durch ihre Tochter, die Lothringische Eisenbahn-AG ein elektrisches Straßenbahnnetz in Diedenhofen und im Fentschtal eröffnete, lag es nahe, die vorhandenen Teilstrecken von St. Franz zum Bahnhof Diedenhofen und weiter nach Niederjeutz zu elektrifizieren und dem künftigen elektrischen Stadtnetz zuzuweisen.
Die Züge nach Mondorf, die meist viermal täglich verkehrten, begannen nun (1912) erst in St. Franz, wohin man auch die Hauptwerkstatt der Bahn von Rodemachern verlegt hatte.

### Nach dem Ersten Weltkrieg

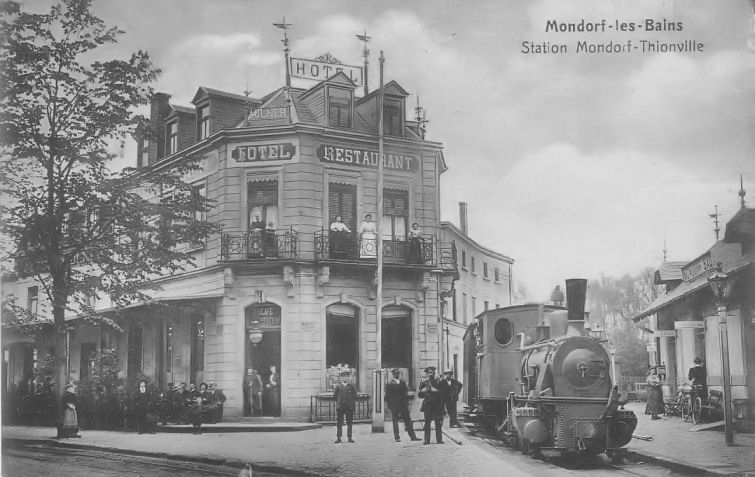
Zug der Bahn in Bad Mondorf

Nach dem Ersten Weltkrieg wurde das „Schängelche“ (Hänschen), wie die Mondorfer Bahn – aber auch andere Kleinbahnen – im Volksmund hieß, als deutsches Unternehmen einer französischen Zwangsverwaltung unterstellt. Außerdem endete der Verkehr an der luxemburgischen Grenze. Eigentümer wurde im Jahr 1921 das Département Moselle, das die Betriebsführung ab 1. April 1924 der „Société générale des chemins de fer économiques“ (SE) (deutsch: Allgemeine Kleinbahn-Gesellschaft) in Paris übertrug. Diese war auch in den benachbarten Départements Meurthe-et-Moselle und Meuse tätig.
Die neue Betriebsleitung eröffnete wieder die im Krieg unterbrochene Verbindung über die Grenze ins luxemburgische Mondorf und baute das Verkehrsangebot aus. Für kurze Zeit brachte der Transport von Baumaterial für die Maginot-Linie einen beachtlichen Aufschwung im Güterverkehr. Aber insgesamt war der Rückgang nicht aufzuhalten.
Das Ende des Eisenbahnbetriebs war beschlossene Sache.
- Am 31. Dezember 1934 wurde der Personenverkehr und
- am 20. Juni 1935 auch der Güterverkehr stillgelegt.

Bad Mondorf wurde noch bis Mai 1955 von der Schmalspurbahn Luxemburg–Remich der Chemins de fer Secondaires Luxembourgeois (CSL) bedient. Auch in Diedenhofen war am 22. September 1935 die innerstädtische Straßenbahn stillgelegt worden; die Vorortbahn im Fentschtal konnte sich aber bis 1953 behaupten.